# Deník
Deník – czeska prasa regionalna, wydawana przez Vltava Labe Media.
Periodyki regionalne „Deník” funkcjonują od 2006 roku. Nakład pisma w 2011 roku wyniósł 204 084 egzemplarzy.